# Mus haussa
Mus haussa es una especie de roedor de la familia Muridae.

## Distribución geográfica
Se encuentra en Benín, Burkina Faso, Costa de Marfil, Ghana, Malí, Mauritania, Níger, Nigeria, y Senegal.

## Hábitat
Su hábitat natural son: sabanas, áridas tierras de cultivo, jardines rurales, y zona urbanas.